# Уамуститлан (муниципалитет)
Уамуститлан (исп. Huamuxtitlán) — муниципалитет в Мексике, штат Герреро, с административным центром в одноимённом городе. Численность населения, по данным переписи 2010 года, составила 14393 человека.

## Общие сведения
Название Huamuxtitlán с языка науатль можно перевести как: место, где манильский тамаринд.
Площадь муниципалитета равна 275 км², что составляет 0,43 % от площади штата. Он граничит с другими муниципалитетами Герреро: на севере с Хочиуэуэтлан, на юге с Альпоекой и Тлапа-де-Комонфортом, на западе с Куалаком, а на востоке с другим штатом — Оахакой.

## Учреждение и состав
Муниципалитет был образован в 1850 году, в его состав входит 16 населённых пунктов, самые крупные из которых:
| Код INEGI | Населённый пункт                                         | Численность населения (2005 год) | Численность населения (2010 год) |
| 033       | Всего                                                    | 13806                            | 14393                            |
| 0001      | Уамуститлан (исп. Huamuxtitlán) (административный центр) | 5863                             | 6063                             |
| 0010      | Сан-Мигель-Тотолапа (исп. San Miguel Totolapa)           | 1884                             | 1968                             |
| 0009      | Тлакильтепек (исп. Tlaquiltepec)                         | 1187                             | 1307                             |
| 0003      | Кояуалько (исп. Coyahualco)                              | 1197                             | 1136                             |
| 0006      | Санта-Крус (исп. Santa Cruz)                             | 1043                             | 1102                             |
| 0008      | Тлалькецала (исп. Tlalquetzala)                          | 889                              | 922                              |
| 0005      | Сан-Педро-Айтек (исп. San Pedro Aytec)                   | 571                              | 752                              |
| 0002      | Конуасо (исп. Conhuaxo)                                  | 381                              | 414                              |
| 0007      | Тепетлапа (исп. Tepetlapa)                               | 421                              | 358                              |
| 0004      | Хилотепек (исп. Jilotepec)                               | 334                              | 314                              |

## Экономическая деятельность
По статистическим данным 2000 года, работоспособное население занято по секторам экономики в следующих пропорциях: сельское хозяйство, скотоводство и рыбная ловля — 39,9 %, промышленность и строительство — 18 %, сфера обслуживания и туризма — 40 %.

## Инфраструктура
По статистическим данным 2010 года, инфраструктура развита следующим образом:
- электрификация: 98,1 %;
- водоснабжение: 91,3 %;
- водоотведение: 90,9 %.

## Туризм
Основные достопримечательности:
- монумент Национальному флагу;
- монумент Бенито Хуаресу;
- церковь «„Santa María de la Asunción“» в муниципальном центре;
- археологические зоны с остатками древних пирамид.